# 구텐베르크 불연속면

지구 내부 구조의 모식도. 맨 위 지각과 맨틀 사이의 경계가 모호로비치치 불연속면이다.

구텐베르크 불연속면(Gutenberg discontinuity)은 지구 내부의 표면 아래 약 2,900 km 깊이에서 있으며 지구를 통과하는 지진파(지진이나 폭발로 발생)가 급격하게 변화하는 지점이다. 이 깊이에서 P파의 속도는 급격히 감소하며 S파는 완전히 사라진다. S파는 물질을 전단하며 액체를 통과할 수 없으므로, 불연속면 위의 단위는 고체이고 아래 단위는 액체 또는 용융 상태인 것으로 추정된다. 이 뚜렷한 변화는 지구 내부의 두 부분, 즉 하부 맨틀(고체로 간주됨)과 그 아래의 외핵(용융 상태로 추정됨) 사이의 경계를 나타낸다. 이 불연속면은 비헤르트-구텐베르크 불연속면이라고도 불린다.
외핵의 용융된 부분은 상부 맨틀보다 약 700 °C (1,300 °F) 더 뜨거운 것으로 추정된다. 또한 철의 비율이 더 높아서 밀도가 더 높을 가능성이 있다. 이 깊이에서 지진파의 변화로 발견된 핵과 맨틀 사이의 뚜렷한 경계는 종종 핵-맨틀 경계 또는 CMB라고 불린다. 이 경계는 좁고 불균일한 구역이며, 최대 5~8 km 너비로 왔다갔다 한다. 이 파동은 상부 맨틀 내의 열 구동 대류 활동에 의해 영향을 받으며, 이는 지구의 깨지기 쉬운 외부 부분인 판 구조 운동의 원동력일 수 있다. 핵-맨틀 경계의 이러한 파동은 또한 외핵의 철이 풍부한 유체 내의 기저 소용돌이와 해류에 의해 영향을 받으며, 이는 궁극적으로 지구 자기장의 원인이 된다.
핵과 맨틀 사이의 경계는 일정하게 유지되지 않는다. 지구 내부의 열이 끊임없이 느리게 방출됨에 따라, 지구 내부의 용융된 핵은 점차적으로 고화되고 수축하여 핵-맨틀 경계가 지구 핵 내부로 점점 더 깊이 이동하게 된다.
구텐베르크 불연속면은 지구 내부 연구 및 이해에 여러 중요한 기여를 한 지진학자 베노 구텐베르크(1889~1960)의 이름을 따서 명명되었다. 이 불연속면은 올덤-구텐베르크 불연속면 또는 비헤르트-구텐베르크 불연속면이라고도 불린다.

## 같이 보기
- 암석권-연약권 경계
- 모호로비치치 불연속면